# Sammy Baird
Sammy Baird   (Denny, 13 de maig de 1930 - Bangor, 21 d'abril de 2010) fou un futbolista escocès de la dècada de 1950.
Fou 7 cops internacional amb la selecció de futbol d'Escòcia amb la qual participà a la Copa del Món de Futbol de 1958.
Pel que fa a clubs, defensà els colors de Preston North End FC, Rangers FC i Hibernian FC.